# Hey (сервіс електронної пошти)
Hey — це преміум-сервіс електронної пошти, запущений Basecamp у червні 2020 року. Hey не підримує стандартні поштові протоколи (IMAP, POP3 та ін.), через що його не можна інтегрувати в інші поштові сервіси або сторонні поштові клієнти. Доступ до сервісу можна отримати лише через вебсайт Hey та через офіційні застосунки для операційних систем macOS, Windows, Linux, Android та iOS. Ви також не зможете імпортувати пошту з інших поштових сервісів.
Приблизно в той самий час, коли був запущений Hey, протистояння між Basecamp та Apple Inc. через політику Apple щодо внутрішніх покупок у додатках, розміщених в App Store, стало причиною значної уваги ЗМІ до політики Apple.

## Функції
- Електронний лист від нового відправника вимагає від користувача підтвердити, чи бажає він отримувати листи від цього відправника, і якщо ні, то листи від цього відправника більше ніколи не показуються.
- Блокування пікселів відстеження (у додатках називається шпигунським трекером) та інформування користувача, якщо електронний лист включає відстеження.
- Єдине місце, що показує всі отримані вкладення, незалежно від відправника.